# Die Csárdásfürstin

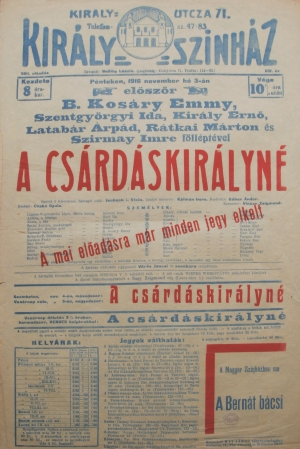
Plakat zur ersten Aufführung im Király Színház Budapest (1916)

Die Csárdásfürstin, auch Czárdásfürstin, ist eine Operette in drei Akten von Emmerich Kálmán. Die Uraufführung fand am 17. November 1915 im Johann-Strauß-Theater in Wien statt. Das Libretto stammt von Leo Stein und Bela Jenbach. Mehrere Filmadaptionen haben diese Operette, die als Kálmáns erfolgreichste gilt, zum Gegenstand.
Die Handlung spielt in Budapest und Wien, unmittelbar vor Beginn des Ersten Weltkriegs.

## Entstehungsgeschichte
Im Jahr 1914 erarbeiteten die beiden Librettisten gemeinsam mit Kálmán den ersten Akt der Operette, die ursprünglich den Titel Es lebe die Liebe erhalten sollte. Dazu zogen sie sich in den Kurort Marienbad zurück. Die Hauptperson des Stückes sollte die rumänische Sängerin Sylva Varescu werden – worauf auch heute noch der rumänische Name hinweist.
Nach Beginn des Ersten Weltkriegs im Juli 1914 wurde die Arbeit an dem Werk etwa ein Jahr lang unterbrochen, da nicht absehbar war, ob es in Wien in nächster Zeit überhaupt einen Theater- und Opernbetrieb geben würde. Erst im Sommer 1915 nahmen Komponist und Autoren die Arbeit wieder auf, diesmal in Bad Ischl. Dieser Einschnitt des Kriegsbeginns spiegelt sich auch in den Liedtexten des zweiten und dritten Aktes wider. Außerdem wurde aus der rumänischen eine ungarische Sängerin.
Um die Uraufführung am 17. November 1915 zu einem unverwechselbaren Ereignis zu machen, wurde der neue Titel Die Csárdásfürstin verwendet, da die Oscar-Straus-Operette Rund um die Liebe mit einem ähnlichen Titel gerade erst Aufsehen erregt hatte. Die Premiere war ein grandioser Erfolg, der bis zum Mai 1917 533 weitere Aufführungen folgten. Bereits im Jahr 1916 wurde das Werk auch an anderen deutschsprachigen Häusern sowie in Ungarn und Schweden aufgeführt. 1917 folgen dänische, finnische, polnische und russische Übersetzungen sowie die amerikanische Erstaufführung (in ungarischer Sprache).
1954 wurde die Operette in Budapest von István Békeffi und Dezső Kellér grundlegend umgearbeitet, um der gealterten Primadonna Hanna Honthy eine Glanzrolle zu schenken. Zu diesem Zweck wurde die Sprechrolle der Anhilte in Cecília umbenannt und erhielt eigene Gesangspartien (Sopran). Diese Fassung ist jene, die in Ungarn bis heute üblicherweise aufgeführt wird. Die Csárdásfürstin gilt als die wohl populärste Operette des Landes, Titel und Melodie mehrerer Lieder ist weit über das Kernpublikum von Operetten hinaus bekannt.

## Handlung
1. Akt
Sylva Varescu, eine erfolgreiche Chansonnière, bereitet sich in einem Budapester Theater auf ihre Amerikatournee vor. Ihr Verehrer, der Wiener Fürstensohn Edwin Lippert-Weylersheim, will sie davon abhalten und heiraten – entgegen den Wünschen seiner Eltern. Diese erwirken daher einen Einberufungsbefehl und lassen ihn durch Eugen Rohnsdorff, einen Verwandten, an Edwin überbringen. Außerdem haben die Eltern bereits eine Verlobung mit seiner Cousine, Komtesse Stasi, arrangiert und in Anzeigen veröffentlicht. Als Boni, ein Freund Edwins, diese Anzeige Sylva zukommen lässt, reist sie verstimmt in seiner Begleitung nach Amerika ab.
2. Akt
Wenige Wochen später wird bei den Lippert-Weylersheims in Wien die Verlobung von Edwin und seiner Cousine Stasi bekanntgegeben. Plötzlich erscheint Sylva, die sich nicht zu erkennen gibt, mit Boni und gibt sich als dessen Frau aus. Edwin, der sie noch immer liebt, bittet seinen Freund Boni um die Scheidung, weiß er doch, dass dieser eigentlich Stasi liebt (wie Boni ihm einmal gestand). Sylva glaubt Edwin und willigt in die angebliche Scheidung ein. Kurz vor der Verkündung macht man ihr klar, dass sie nicht gesellschaftsfähig sei, es sei denn, sie nähme einen Adelstitel an. Da enthüllt sie ihre wahre Identität als Csárdásfürstin, was zu einem Skandal ausartet.
3. Akt
Im dritten Akt kommen alle Personen wieder in einem Wiener Hotel zusammen. Dabei stellt sich unter einigen Missverständnissen und Turbulenzen heraus, dass Feri-Bacsi, ein Freund Edwins, in dessen Mutter seine ehemalige Liebe Hilda erkennt, eine Provinzprimadonna, die ihren hohen Adelstitel, den sie bei der Heirat mit dessen Vater trug, nur durch vorherige Ehen mit Adligen erlangt hatte. Damit entgleiten Fürst Leopold die Argumente gegen eine Hochzeit von Edwin und Sylva. Alle willigen in diese Ehe ebenso wie in jene von Boni und Stasi ein.

## Musiknummern
Die Partitur enthält folgende Musiknummern:
- Vorspiel (Orchester)
- Nr. 1 Lied: Heia, heia, in den Bergen ist mein Heimatland (Sylva, Boni, Feri, Chor)
- Nr. 2 Marsch-Ensemble: Alle sind wir Sünder – Die Mädis vom Chantant (Boni, Feri, Chor)
- Nr. 3 Duett: Sylva, ich will nur dich – Ja, Mädchen gibt es wunderfeine (Sylva, Edwin)
- Nr. 4 Lied: Aus ist's mit der Liebe – Ganz ohne Weiber geht die Chose nicht (Boni, Chor)
- Nr. 5 Lied: O jag dem Glück nicht nach (Sylva, Edwin, Boni)
- Nr. 6 Finale I: Ich, Edwin Ronald…Hochzeitstanz.....Jetzt gerade jetzt.....Heißa, so verliebt zu sein (alle)
- Nr. 6a: Entr’acte (Vorspiel zum 2. Akt) (Orchester)
- Nr. 7 Tanzwalzer: Erstrahlen die Lichter (Chor)
- Nr. 8 Duett: Ich warte auf das große Wunder – Machen wir’s den Schwalben nach (Stasi, Edwin)
- Nr. 9 Duett: Heller Jubel – Weißt Du es noch (Sylva, Edwin)
- Nr. 10 Quartett: Liebchen, mich reißt es (Sylva, Stasi, Edwin, Boni)
- Nr. 11 Duett: Mädel, guck...Das ist die Liebe, die dumme Liebe (Stasi, Boni)
- Nr. 12 Duett: Tanzen möcht' ich – Tausend kleine Englein singen (Sylva, Edwin)
- Nr. 13 Finale II: Verzeih, Papa....Lieben sich zwei Menschenkinder (Alle)
- Nr. 13a Intermezzo (Orchester)
- Nr. 14 Lied: Nimm, Zigeuner, deine Geige – Jai Mamám, Bruderherz, ich kauf’ mir die Welt (Edwin, Boni)
- Nr. 15 Duett: Mädel, guck...Das ist die Liebe, die dumme Liebe (Stasi, Boni) (Reminiszenz von Nr. 11)
- Nr. 16 Finale III: Tausend kleine Englein singen (Alle)

Gelegentlich wird bei Aufführungen dieser Operette auch das Lied Heut’ nacht hab’ ich geträumt von Dir aus der Operette Das Veilchen vom Montmartre, ebenfalls von Emmerich Kálmán, als Einlage gespielt bzw. gesungen.
Musikalischer Höhepunkt ist das neuerliche Aufeinandertreffen von Edwin und Sylva im zweiten Akt: ein melancholischer Walzer in der Tonart c-moll.

## Orchesterbesetzung
- Holzbläser: 2 Flöten (beide mit Piccolo), 2 Oboen, 2 Klarinetten, 2 Fagotte
- Blechbläser: 4 Hörner, 2 Trompeten, 3 Posaunen
- Pauken, Schlagzeug, Harfe, Celesta
- Streicher

## Uraufführung
| Rolle                                              | Stimmlage     | 17. November 1915 Johann Strauß-Theater, Wien |
| -------------------------------------------------- | ------------- | --------------------------------------------- |
| Dirigent                                           |               | Artur Guttmann                                |
| Sylva Varescu                                      | Sopran        | Mizzi Günther                                 |
| Edwin, ihr Verehrer                                | Tenor/Bariton | Karl Bachmann                                 |
| Comtesse Stasi                                     | Sopran        | Susanne Bachrich                              |
| Graf Boni                                          | Tenor         | Josef König                                   |
| Feri von Kerekes                                   | Bass          | Antal Nyárai                                  |
| Fürst von und zu Lippert-Weylersheim, Vater Edwins | Sprechrolle   |                                               |
| Anhilte, seine Gemahlin                            | Alt           | Gusti Macha                                   |

## Wirkungsgeschichte

### „Tanzen möcht' ich“
Text und Musik beschreiben ein verliebtes Paar, Sylvia und Edwin: „Tausend kleine Englein singen: „Habt euch lieb““. Die Englein prägen auch die Melodienfolge des Finales. 
Die Nummer zählt zu den populärsten Duetten der Operettengeschichte und findet regelmäßig Aufnahme in Konzertprogramme, vor allem zum Jahreswechsel, und auf Tanzveranstaltungen. Beispielsweise wurde das Lied kurz vor der Eröffnung des Wiener Opernballs 2020 gegeben, vorgetragen und getanzt von den Staatsopernsängern Piotr Beczała und Aida Garifullina. Weitere berühmte Paarungen waren Rudolf Schock und Colette Lorand (Hamburg 1953), René Kollo und Anna Moffo (1971), Marco Bakker und Anneliese Rothenberger (1983), Ferdinand von Bothmer und Vera Schoenenberg (Mörbisch 2002), Simon Keenlyside und Angelika Kirchschlager (2007), Thomas Hampson und Eva Lind (Bad Ischl, 2007) sowie Juan Diego Flórez und Anna Netrebko (Dresden 2014, am Pult begleitet von Christian Thielemann).

### Wichtige Inszenierungen im deutschen Sprachraum
- 1966: Volksoper Wien – Regie: Edwin Zbonek Dirigent: Anton Paulik

bis zum 19. Februar 1981 wurden 152 Aufführungen dieser Inszenierung mit großem Erfolg gespielt – eine neue Inszenierung erfolgte in der Ära Dönch am 23. Oktober 1982.
Premierenbesetzung: Adele Leigh, Guggi Löwinger und Lilly Stepanek; Peter Minich, Erich Kuchar, Herbert Prikopa und Egon Jordan.
- 1982 Volksoper Wien – Regie: Robert Herzl Dirigent: Rudolf Bibl

dem langjährige Oberspielleiter der Volksoper gelang mit dieser Inszenierung (Bühnenbild: Pantelis Dessyllas) ein Sensationserfolg. Unter der musikalischen Leitung  Rudolf: Bibls wurde die Handlung in das Jahr 1914 verlegt. Diese Inszenierung wurde mehrmals in Japan (1985, 1989, 1999 und 2016), 1984 in den USA und 1983 in Moskau gezeigt.    : Während des Wiener Sommers 1985 übersiedelte diese Produktion an die Wiener Staatsoper. Die 328 Aufführungen sind Zeugnis für die große Popularität dieser Inszenierung   : (bis 2016).
Die Protagonisten der Premiere – Milena Rudiferia, Elisabeth Kales und Sonja Mottl sowie Franz Wächter, Jack Poppel, Rudolf Wasserlof und Sándor Németh als Feri Bácsi.
- 2000: Semperoper (Sächsische Staatsoper Dresden) – Regie: Peter Konwitschny

Konwitschny verlegt den zweiten und dritten Akt in ausgebombte, zerstörte Hotels sowie in den Schützengraben, um den Kontrast zwischen heiterer Musik und Handlung und dem düsteren weltpolitischen Hintergrund zu unterstreichen.
- 2003: Schlossgartenfestspiele Neustrelitz – Regie: Wolfgang Lachnitt

Freiluft-Inszenierung bei den größten Operettenfestspielen Deutschlands.
- 2010: Lehár Festival Bad Ischl – Regie: Wolfgang Dosch

„Wolfgang Dosch inszenierte Emmerich Kálmáns Operette „Die Csárdásfürstin“ temporeich und mit viel Witz, einem unschlagbar musikalischen Ohr und choreographischen Auge, ohne dabei in Ehrfurcht vor einem unbestreitbaren Meisterwerk zu erstarren.“ (Quelle: gundl.at)
- 2014: Semperoper (Sächsische Staatsoper Dresden)

Konzertante Aufführung am 28. Dezember 2014, zeitversetzt ausgestrahlt im ZDF. Dirigent Christian Thielemann, Sänger: Anna Netrebko, Juan Diego Flórez, Pavol Breslik u. a.
- 2016: Theater Hagen (Hagener Philharmoniker)

Begeistert aufgenommene Neuinszenierung am Theater Hagen im Herbst mit Veronika Haller in der Titelrolle. Weitere Sänger: Kenneth Mattice, Rainer Zaun, Richard van Germert, Maria Klier, Werner Hahn, Marilyn Bennett u. a.; Regie: Holger Potocki; Dirigent: Steffen Müller-Gabriel. Mit zeitkritischen Bezügen im Bühnenbild und per Videoeinspielung.
- 2018: Volksoper Wien – Regie: Peter Lund

Die dritte Inszenierung der „Csárdásfürstin“ war auch die dritte Zusammenarbeit von Peter Lund mit der Volksoper – die gefeierte Produktion wurde vom ORF aufgezeichnet – : Dirigent Alfred Eschwé – die Titelpartie sang Elissa Huber, alternierend mit Ursula Pfitzner,: Direktor Robert Meyer und Sigrid Hauser spielten die    : Eltern von Edwin – Lucian Krasznec (Szabolcs Brickner); Juliette Khalil (Johanna Arrouas) waren Stasi, und Jakob Semotan (Michael Havlicek) als deren        : Liebhaber Boni. Boris Eder (Axel Herrig) als Feri Bácsi.

### Verfilmungen
- 1919: Die Csárdásfürstin – Regie: Emil Leyde
- 1927: Die Czardasfürstin – Regie: Hanns Schwarz mit Liane Haid
- 1934: Die Csárdásfürstin – Regie: Georg Jacoby mit Mártha Eggerth und Hans Söhnker
- 1951: Die Csardasfürstin – deutscher Musikfilm unter der Regie von Georg Jacoby mit Marika Rökk und Johannes Heesters.
- 1971: Die Csárdásfürstin – Regie: Miklós Szinetár mit Anna Moffo und René Kollo

## Trivia
Dass der angebliche „Direktor des Johann-Strauß-Theaters, Hubert Marischka“, die Premiere für einen Freitag, den 13., ansetzte, um dem abergläubischen Kálmán, auf den er nicht gut zu sprechen war, einen Streich zu spielen, ist eine unhaltbare Legende, da der 13. November 1915 ein Samstag war und außerdem nicht Hubert Marischka, sondern Erich Müller der Direktor des Johann-Strauß-Theaters war.
Wahr ist jedoch, dass dieser ursprünglich geplante Uraufführungstermin trotzdem kein Glück brachte, denn der Sänger des Boni, Josef König, war an diesem Tag indisponiert, was eine Verschiebung um einige Tage erforderlich machte.